# 6 Heures de Fuji 2018
Navigation
Édition précédente Édition suivante
Les 6 Heures de Fuji 2018 est la quatrième manche du championnat du monde d'endurance FIA 2018-2019 et la 16e édition de l'épreuve.

## La course

### Classement de la course
Voici le classement officiel au terme de la course.
- Les premiers de chaque catégorie du championnat du monde sont signalés par un fond jaune.
- Pour la colonne Pneus, il faut passer le curseur au-dessus du modèle pour connaître le manufacturier de pneumatiques.

| Pos  | Classe    | no | Écurie                    | Pilotes                                                 | Châssis                        | Pneus | Tours | Temps               |
| Pos  | Classe    | no | Écurie                    | Pilotes                                                 | Moteur                         | Pneus | Tours | Temps               |
| ---- | --------- | -- | ------------------------- | ------------------------------------------------------- | ------------------------------ | ----- | ----- | ------------------- |
| 1    | LMP1      | 7  | Toyota Gazoo Racing       | Mike Conway Kamui Kobayashi José María López            | Toyota TS050 Hybrid            | M     | 230   | 6 h 00 min 21 s 800 |
| 1    | LMP1      | 7  | Toyota Gazoo Racing       | Mike Conway Kamui Kobayashi José María López            | Toyota 2,4 L V6 Bi-Turbo       | M     | 230   | 6 h 00 min 21 s 800 |
| 2    | LMP1      | 8  | Toyota Gazoo Racing       | Fernando Alonso Sébastien Buemi Kazuki Nakajima         | Toyota TS050 Hybrid            | M     | 230   | + 11 s 440          |
| 2    | LMP1      | 8  | Toyota Gazoo Racing       | Fernando Alonso Sébastien Buemi Kazuki Nakajima         | Toyota 2,4 L V6 Bi-Turbo       | M     | 230   | + 11 s 440          |
| 3    | LMP1      | 1  | Rebellion Racing          | Neel Jani André Lotterer Bruno Senna                    | Rebellion R13                  | M     | 226   | + 4 tours           |
| 3    | LMP1      | 1  | Rebellion Racing          | Neel Jani André Lotterer Bruno Senna                    | Gibson GK458 4,5 L V8 Atmo     | M     | 226   | + 4 tours           |
| 4    | LMP1      | 11 | SMP Racing                | Mikhail Aleshin Jenson Button Vitaly Petrov             | BR Engineering BR1             | M     | 219   | + 11 tours          |
| 4    | LMP1      | 11 | SMP Racing                | Mikhail Aleshin Jenson Button Vitaly Petrov             | AER P60B 2,4 L V6 Bi-Turbo     | M     | 219   | + 11 tours          |
| 5    | LMP1      | 4  | ByKolles Racing Team      | Oliver Webb Tom Dillmann James Rossiter                 | ENSO CLM P1/01                 | M     | 219   | + 11 tours          |
| 5    | LMP1      | 4  | ByKolles Racing Team      | Oliver Webb Tom Dillmann James Rossiter                 | Nismo VRX30A 3,0 L V6 Turbo    | M     | 219   | + 11 tours          |
| 6    | LMP2      | 37 | Jackie Chan DC Racing     | Jazeman Jaafar Nabil Jeffri Weiron Tan                  | Oreca 07                       | D     | 217   | + 13 tours          |
| 6    | LMP2      | 37 | Jackie Chan DC Racing     | Jazeman Jaafar Nabil Jeffri Weiron Tan                  | Gibson GK428 4,2 L V8 Atmo     | D     | 217   | + 13 tours          |
| 7    | LMP2      | 38 | Jackie Chan DC Racing     | Gabriel Aubry Stéphane Richelmi Ho-Pin Tung             | Oreca 07                       | D     | 217   | + 13 tours          |
| 7    | LMP2      | 38 | Jackie Chan DC Racing     | Gabriel Aubry Stéphane Richelmi Ho-Pin Tung             | Gibson GK428 4,2 L V8 Atmo     | D     | 217   | + 13 tours          |
| 8    | LMP2      | 36 | Singatech Alpine Matmut   | Nicolas Lapierre André Negrão Pierre Thiriet            | Alpine A470                    | D     | 217   | + 13 tours          |
| 8    | LMP2      | 36 | Singatech Alpine Matmut   | Nicolas Lapierre André Negrão Pierre Thiriet            | Gibson GK428 4,2 L V8 Atmo     | D     | 217   | + 13 tours          |
| 9    | LMP2      | 28 | TDS Racing                | Loïc Duval François Perrodo Jean-Éric Vergne            | Oreca 07                       | D     | 216   | + 14 tours          |
| 9    | LMP2      | 28 | TDS Racing                | Loïc Duval François Perrodo Jean-Éric Vergne            | Gibson GK428 4,2 L V8 Atmo     | D     | 216   | + 14 tours          |
| 10   | LMP2      | 50 | Larbre Compétition        | Erwin Creed Romano Ricci Keiko Ihara                    | Ligier JS P217                 | M     | 211   | + 19 tours          |
| 10   | LMP2      | 50 | Larbre Compétition        | Erwin Creed Romano Ricci Keiko Ihara                    | Gibson GK428 4,2 L V8 Atmo     | M     | 211   | + 19 tours          |
| 11   | LMGTE Pro | 92 | Porsche GT Team           | Michael Christensen Kévin Estre                         | Porsche 911 RSR                | M     | 207   | + 23 tours          |
| 11   | LMGTE Pro | 92 | Porsche GT Team           | Michael Christensen Kévin Estre                         | Porsche 4,0 L Flat-6 Atmo      | M     | 207   | + 23 tours          |
| 12   | LMGTE Pro | 82 | BMW Team MTEK (en)        | António Félix da Costa Tom Blomqvist                    | BMW M8 GTE                     | M     | 207   | + 23 tours          |
| 12   | LMGTE Pro | 82 | BMW Team MTEK (en)        | António Félix da Costa Tom Blomqvist                    | BMW S63 4,0 L V8 Bi-Turbo      | M     | 207   | + 23 tours          |
| 13   | LMGTE Pro | 67 | Ford Chip Ganassi Team UK | Andy Priaulx Harry Tincknell                            | Ford GT                        | M     | 207   | + 23 tours          |
| 13   | LMGTE Pro | 67 | Ford Chip Ganassi Team UK | Andy Priaulx Harry Tincknell                            | Ford EcoBoost 3,5 L V6 Turbo   | M     | 207   | + 23 tours          |
| 14   | LMGTE Pro | 51 | AF Corse                  | James Calado Alessandro Pier Guidi                      | Ferrari 488 GTE Evo            | M     | 207   | + 23 tours          |
| 14   | LMGTE Pro | 51 | AF Corse                  | James Calado Alessandro Pier Guidi                      | Ferrari F154CB 3,9 L V8 Turbo  | M     | 207   | + 23 tours          |
| 15   | LMGTE Pro | 91 | Porsche GT Team           | Gianmaria Bruni Richard Lietz                           | Porsche 911 RSR                | M     | 207   | + 23 tours          |
| 15   | LMGTE Pro | 91 | Porsche GT Team           | Gianmaria Bruni Richard Lietz                           | Porsche 4,0 L Flat-6 Atmo      | M     | 207   | + 23 tours          |
| 16   | LMGTE Pro | 95 | Aston Martin Racing       | Marco Sørensen Nicki Thiim                              | Aston Martin Vantage AMR       | M     | 206   | + 24 tours          |
| 16   | LMGTE Pro | 95 | Aston Martin Racing       | Marco Sørensen Nicki Thiim                              | Aston Martin 4,0 L V8 Bi-Turbo | M     | 206   | + 24 tours          |
| 17   | LMGTE Pro | 81 | BMW Team MTEK (en)        | Nick Catsburg Martin Tomczyk                            | BMW M8 GTE                     | M     | 206   | + 24 tours          |
| 17   | LMGTE Pro | 81 | BMW Team MTEK (en)        | Nick Catsburg Martin Tomczyk                            | BMW S63 4,0 L V8 Bi-Turbo      | M     | 206   | + 24 tours          |
| 18   | LMGTE Pro | 66 | Ford Chip Ganassi Team UK | Stefan Mücke Olivier Pla                                | Ford GT                        | M     | 206   | + 24 tours          |
| 18   | LMGTE Pro | 66 | Ford Chip Ganassi Team UK | Stefan Mücke Olivier Pla                                | Ford EcoBoost 3,5 L V6 Turbo   | M     | 206   | + 24 tours          |
| 19   | LMGTE Pro | 97 | Aston Martin Racing       | Alex Lynn Maxime Martin                                 | Aston Martin Vantage AMR       | M     | 206   | + 24 tours          |
| 19   | LMGTE Pro | 97 | Aston Martin Racing       | Alex Lynn Maxime Martin                                 | Aston Martin 4,0 L V8 Bi-Turbo | M     | 206   | + 24 tours          |
| 20   | LMP2      | 31 | DragonSpeed               | Anthony Davidson Roberto González Pastor Maldonado      | Oreca 07                       | M     | 205   | + 25 tours          |
| 20   | LMP2      | 31 | DragonSpeed               | Anthony Davidson Roberto González Pastor Maldonado      | Gibson GK428 4,2 L V8 Atmo     | M     | 205   | + 25 tours          |
| 21   | LMP2      | 29 | Racing Team Nederland     | Frits van Eerd Giedo van der Garde Nyck de Vries        | Dallara P217                   | M     | 204   | + 26 tours          |
| 21   | LMP2      | 29 | Racing Team Nederland     | Frits van Eerd Giedo van der Garde Nyck de Vries        | Gibson GK428 4,2 L V8 Atmo     | M     | 204   | + 26 tours          |
| 22   | LMGTE Pro | 71 | AF Corse                  | Sam Bird Davide Rigon                                   | Ferrari 488 GTE Evo            | M     | 202   | + 28 tours          |
| 22   | LMGTE Pro | 71 | AF Corse                  | Sam Bird Davide Rigon                                   | Ferrari F154CB 3,9 L V8 Turbo  | M     | 202   | + 28 tours          |
| 23   | LMGTE Am  | 56 | Team Project 1            | Jörg Bergmeister Patrick Lindsey Egidio Perfetti        | Porsche 911 RSR                | M     | 201   | + 29 tours          |
| 23   | LMGTE Am  | 56 | Team Project 1            | Jörg Bergmeister Patrick Lindsey Egidio Perfetti        | Porsche 4,0 L Flat-6 Atmo      | M     | 201   | + 29 tours          |
| 24   | LMGTE Am  | 90 | TF Sport                  | Jonathan Adam Charlie Eastwood Salih Yoluç              | Aston Martin Vantage GTE       | M     | 201   | + 29 tours          |
| 24   | LMGTE Am  | 90 | TF Sport                  | Jonathan Adam Charlie Eastwood Salih Yoluç              | Aston Martin 4,5 L V8 Atmo     | M     | 201   | + 29 tours          |
| 25   | LMGTE Am  | 98 | Aston Martin Racing       | Paul Dalla Lana Pedro Lamy Mathias Lauda                | Aston Martin Vantage GTE       | M     | 201   | + 29 tours          |
| 25   | LMGTE Am  | 98 | Aston Martin Racing       | Paul Dalla Lana Pedro Lamy Mathias Lauda                | Aston Martin 4,5 L V8 Atmo     | M     | 201   | + 29 tours          |
| 26   | LMGTE Am  | 86 | Gulf Racing UK            | Michael Wainwright Ben Barker Thomas Preining           | Porsche 911 RSR                | M     | 201   | + 29 tours          |
| 26   | LMGTE Am  | 86 | Gulf Racing UK            | Michael Wainwright Ben Barker Thomas Preining           | Porsche 4,0 L Flat-6 Atmo      | M     | 201   | + 29 tours          |
| 27   | LMGTE Am  | 54 | Spirit of Race            | Francesco Castellacci Giancarlo Fisichella Thomas Flohr | Ferrari 488 GTE Evo            | M     | 200   | + 30 tours          |
| 27   | LMGTE Am  | 54 | Spirit of Race            | Francesco Castellacci Giancarlo Fisichella Thomas Flohr | Ferrari F154CB 3,9 L V8 Turbo  | M     | 200   | + 30 tours          |
| 28   | LMGTE Am  | 61 | Clearwater Racing         | Matt Griffin Keita Sawa Weng Sun Mok                    | Ferrari 488 GTE Evo            | M     | 200   | + 30 tours          |
| 28   | LMGTE Am  | 61 | Clearwater Racing         | Matt Griffin Keita Sawa Weng Sun Mok                    | Ferrari F154CB 3,9 L V8 Turbo  | M     | 200   | + 30 tours          |
| Abd. | LMP1      | 10 | DragonSpeed               | Ben Hanley James Allen                                  | BR Engineering BR1             | M     | 179   | Mécanique           |
| Abd. | LMP1      | 10 | DragonSpeed               | Ben Hanley James Allen                                  | Gibson GL458 4,5 L V8 Atmo     | M     | 179   | Mécanique           |
| Abd. | LMP1      | 17 | SMP Racing                | Egor Orudzhev Stéphane Sarrazin Matevos Isaakyan        | BR Engineering BR1             | M     | 132   | Mécanique           |
| Abd. | LMP1      | 17 | SMP Racing                | Egor Orudzhev Stéphane Sarrazin Matevos Isaakyan        | AER P60B 2,4 L V6 Bi-Turbo     | M     | 132   | Mécanique           |
| Abd. | LMP1      | 3  | Rebellion Racing          | Mathias Beche Thomas Laurent Gustavo Menezes            | Rebellion R13                  | M     | 23    | Accident            |
| Abd. | LMP1      | 3  | Rebellion Racing          | Mathias Beche Thomas Laurent Gustavo Menezes            | Gibson GK458 4,5 L V8 Atmo     | M     | 23    | Accident            |
| Abd. | LMGTE Am  | 70 | MR Racing                 | Olivier Beretta Eddie Cheever III (en) Motoaki Ishikawa | Ferrari 488 GTE Evo            | M     | 14    | Crevaison           |
| Abd. | LMGTE Am  | 70 | MR Racing                 | Olivier Beretta Eddie Cheever III (en) Motoaki Ishikawa | Ferrari F154CB 3,9 L V8 Turbo  | M     | 14    | Crevaison           |
| DSQ  | LMGTE Am  | 88 | Dempsey – Proton Racing   | Satoshi Hoshino Gianluca Roda Matteo Cairoli            | Porsche 911 RSR                | M     | 201   |                     |
| DSQ  | LMGTE Am  | 88 | Dempsey – Proton Racing   | Satoshi Hoshino Gianluca Roda Matteo Cairoli            | Porsche 4,0 L Flat-6 Atmo      | M     | 201   |                     |
| DSQ  | LMGTE Am  | 77 | Dempsey – Proton Racing   | Julien Andlauer Matt Campbell Christian Ried            | Porsche 911 RSR                | M     | 176   |                     |
| DSQ  | LMGTE Am  | 77 | Dempsey – Proton Racing   | Julien Andlauer Matt Campbell Christian Ried            | Porsche 4,0 L Flat-6 Atmo      | M     | 176   |                     |

## Pole position et record du tour
- Pole position :  Fernando Alonso (#8 Toyota Gazoo Racing) en 1 min 23 s 203
- Meilleur tour en course :  José María López (#7 Toyota Gazoo Racing) en 1 min 25 s 603

## Tours en tête
- no 8 Toyota TS050 Hybrid - Toyota Gazoo Racing : 41 tours (1-21 / 33-37 / 64-67 / 92-97 / 123-127)[2]
- no 11 BR Engineering BR1 - SMP Racing : 11 tours (22-32)
- no 7 Toyota TS050 Hybrid - Toyota Gazoo Racing : 178 tours (38-63 / 68-91 / 98/122 / 128-230)

## À noter
- Longueur du circuit : 4,563 km
- Distance parcourue par les vainqueurs : 1 049,49 km